# Mallinckrodt (Adelsgeschlecht)

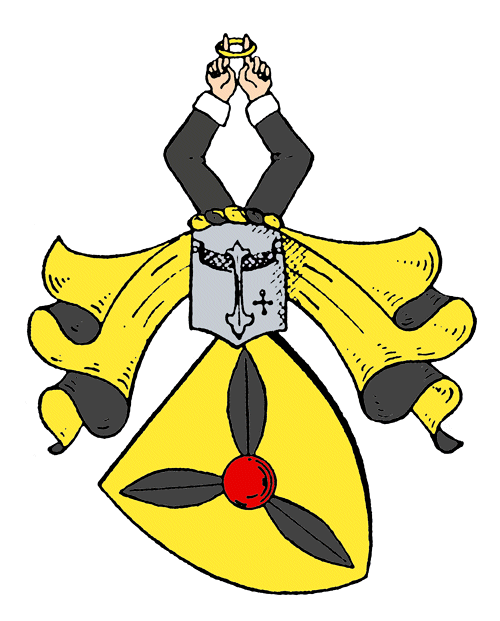
Wappen derer von Mallinckrodt

Mallinckrodt ist der Name eines alten westfälischen Adelsgeschlechts aus der Grafschaft Mark.

## Geschichte

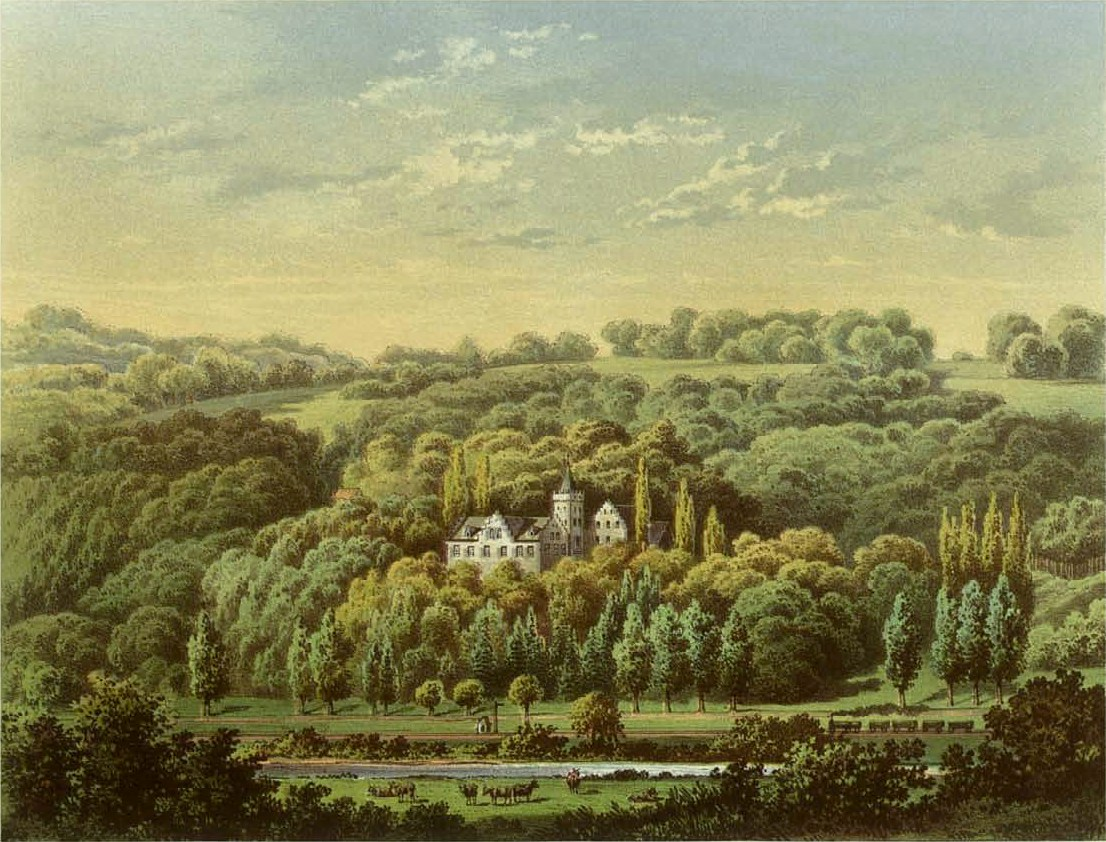
Burg Mallinckrodt um 1860, Sammlung Alexander Duncker

Das Geschlecht erscheint erstmals urkundlich im Jahr 1241 mit dem Ritter Ludwig de Mesekenwerke. Die Familie benannte sich später nach ihrem Sitz Burg Mallinckrodt, die sie schon ab etwa 1250 als Lehen der Herren von Volmarstein besaß. Zum Familienbesitz gehörten auch eine Reihe der umliegenden Höfe, darunter das Gut Obergedern und das Gut Hoven in Oberwengern (später Haus Howe). Seit 1980 befindet sich die Burg Gamburg im Besitz der Familie.

## Dortmunder Familienzweig
Ein jüngerer Familienzweig geht auf Evert Mallinchroide (Eberhard Mallinckrodt) zurück, urkundlich 1488–1516 erwähnt und 1526 verstorben, Grundbesitzer in Recklinghausen und Dortmund. Dessen Nachkommenschaft gehörte ursprünglich nicht zum Patriziat der Stadt, stieg aber im 16. Jahrhundert in das Honoratiorenbürgertum der Stadt auf. Die Mallinckrodts gehörten der Gilde der Wandschneider an und verdienten ihr Vermögen mit dem Tuchhandel. Die Mitgliedschaft in der Wandschneidergesellschaft, seit 1589 waren über 30 Mitglieder der Familie in dieser Gilde nachweislich tätig, eröffnete der Familie das politische Anrecht auf eine Mitgliedschaft im Rat der Stadt.
Von 1605 bis 1805 gab es im Dortmunder Rat 16 Vertreter der Familie. Zwei davon waren Bürgermeister und vier Mallinckrodts bekleideten das Amt des Stadtrichters.
Anfang des 20. Jahrhunderts gab es unter Adelsforschern einen Streit um die Adelsanerkennung dieser Dortmunder Linie, da die direkte Abstammung zum alten Adelsgeschlecht derer von Mallinckrodt nicht nachgewiesen werden konnte. Doch wurde 1902 bzw. 1903 die Zugehörigkeit zum alten Adelsgeschlecht derer von Mallinckrodt vom Preußischen Heroldsamt in Berlin anerkannt (siehe unten).
Franz Mallinckrodt war zwischen 1812 und 1832 Maire und Bürgermeister der Stadt Dortmund. Sein Neffe war der Publizist Arnold Mallinckrodt (1768–1825). Der Oberregierungsrat Detmar von Mallinckrodt (1769–1842) wirkte in Aachen und setzte sich in Paderborn zur Ruhe. Seine Kinder waren die Zentrumspolitiker Hermann von Mallinckrodt und Georg von Mallinckrodt sowie die 1985 seliggesprochene Ordensgründerin Pauline von Mallinckrodt, die auch das Mallinckrodt-Gymnasium Dortmund gründete.
Der weitere Aufstieg dieses Familienzweigs vollzog sich dann außerhalb von Dortmund. Im Rheinland und in Belgien betätigten sie sich als Tuchhändler. Edward Mallinckrodt Sr. (1845–1928), ein Enkel von Arnold Mallinckrodt, gründete gemeinsam mit seinen beiden Brüdern Otto († 1878) und Gustav († 1877) in St. Louis, Missouri, 1867 die Firma Mallinckrodt Chemical Works. Im 20. Jahrhundert zog Georg Wilhelm von Mallinckrodt (* 1930) nach London, wo er Charmaine Schröder heiratete und Teilhaber von Schroders wurde.

### Hessische Linie
Durch den Pfarrer Johann Christoph Mallinckrodt (1709–1768) aus Dortmund, einem Sohn des Dortmunder Ratsverwandten, Kaufmanns und Wandschneider-Genossen Henrich Mallinckrodt (1675–1725), gelangte ein Nachkomme nach Hessen. Der Theologe Mallinckrodt war mit der Tochter des Metropolitan Johann Samuel Pfnor verheiratet. Sein Schwiegervater war Informator des Landgrafen Ernst Ludwig von Hessen-Darmstadt und gehörte einer Theologenfamilie an, die hohe Offiziere und Staatsbeamte hervorbrachte sowie mit Ludwig von Pfnorr den erblichen Adel verliehen bekam.
Mit Wilhelmine Florentine Charlotte Mallinckrodt (1753–1817) heiratete die jüngste Tochter des Rodheimer Pfarrers Johann Christoph Mallinckrodt den Geistlichen und Pädagogen Karl Christian Heyler, Sohn eines Strumpffärbers aus Buchsweiler. Der Leutnant, Zentgraf und Marschkommissar Heinrich Konrad Mallinckrodt (1748–1817) pflanzte die hessische Linie in Arheilgen durch Töchter in andere hessische Beamtenfamilien fort. Ein Urenkel des Offiziers Heinrich Konrad Mallinckrodt war der Mathematiker Alexander von Brill, dem aufgrund seiner herausragenden Leistungen 1897 der persönliche Adelsstand verliehen wurde. Brill hatte mit Anna Johannette Christiane Schleiermacher (1848–1952), einer Tochter des Wirklichen Geheimen Rats Heinrich August Schleiermacher aus hervorragendem, dem Handwerksstand entsprungenen Beamtengeschlecht die Söhne August Christian sowie Eduard Ludwig Brill, die beide durch den Pfarrer Johann Christoph Mallinckrodt zu den Nachfahren des Dortmunder Familienzweigs zählen.

## Adelserhebungen und Adelsanerkennungen

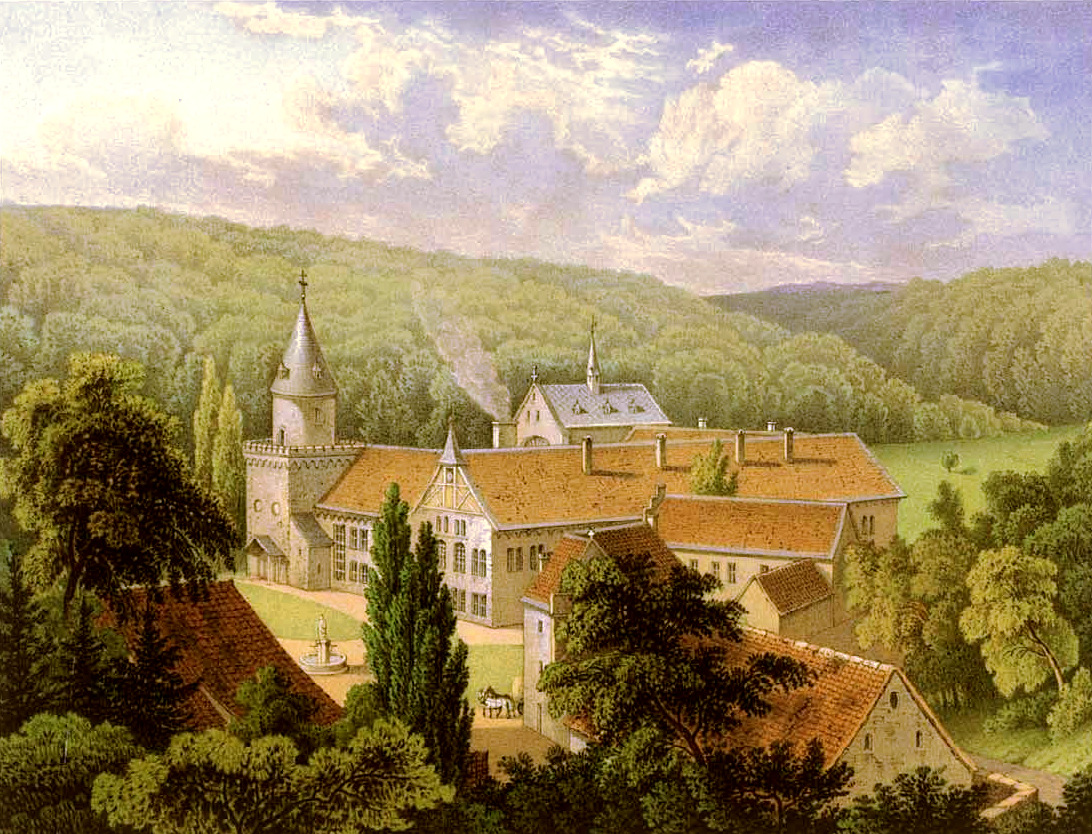
Gut Böddeken (bei Alexander Duncker, 19. Jh.)

Detmar Mallinckrodt, Gutsherr auf Gut Böddeken (heute in Wewelsburg) im früheren Landkreis Büren und königlich preußischer Regierungsvizepräsident in Aachen, wurde am 18. Juli 1834 in Berlin in den preußischen Adelsstand erhoben. Dessen Nachkommen erhielten am 4. Juli 1903 die preußische Anerkennung des alten Adels und der Zugehörigkeit zum alten Adelsgeschlecht derer von Mallinckrodt. Am 18. September 1912 erklärte das Königliche Heroldsamt in Berlin, dass der 1834 verliehene Adelsstand als solcher nicht mehr fortbesteht, sondern durch die Anerkennung von 1903 in Wegfall gekommen ist.
Dieselbe Adels- und Zugehörigkeitsanerkennung hatte zuvor am 19. Juli 1902 mit Diplom vom 8. September 1902 schon Gustav von Mallinckrodt erhalten, Großkaufmann, Fabrik- und Gutsbesitzer, königlich preußischer Geheimer Kommerzienrat, sowie die Witwe Anna und die Söhne Paul und Max seines bereits 1880 verstorbenen Bruders Felix Mallinckrodt, königlich preußischer Bergreferendar und Gutsbesitzer.

## Wappen
In Gold eine mit drei schmalen spitzen schwarzen Blättern im Schächerkreuz besteckte rote Kugel; auf dem Helm mit schwarz-goldenen Decken zwei wachsende Arme in schwarzen Ärmeln mit silbernen Aufschlägen und naturfarbenen Händen, deren aufgerichtete Zeigefinger durch einen glatten goldenen Ring gesteckt sind.

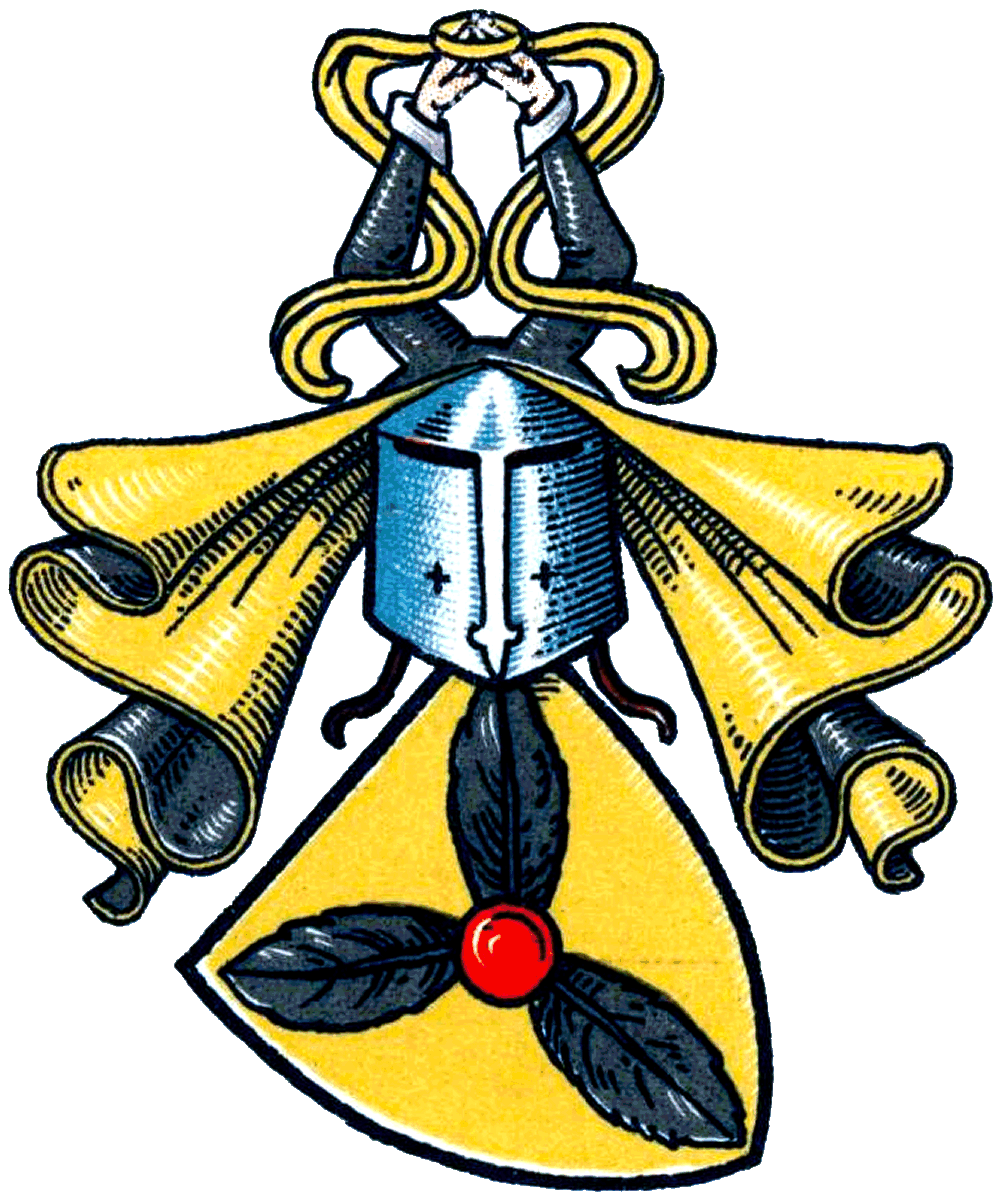
Wappen der Mallinckrodt im Wappenbuch des Westfälischen Adels, ca. 1902
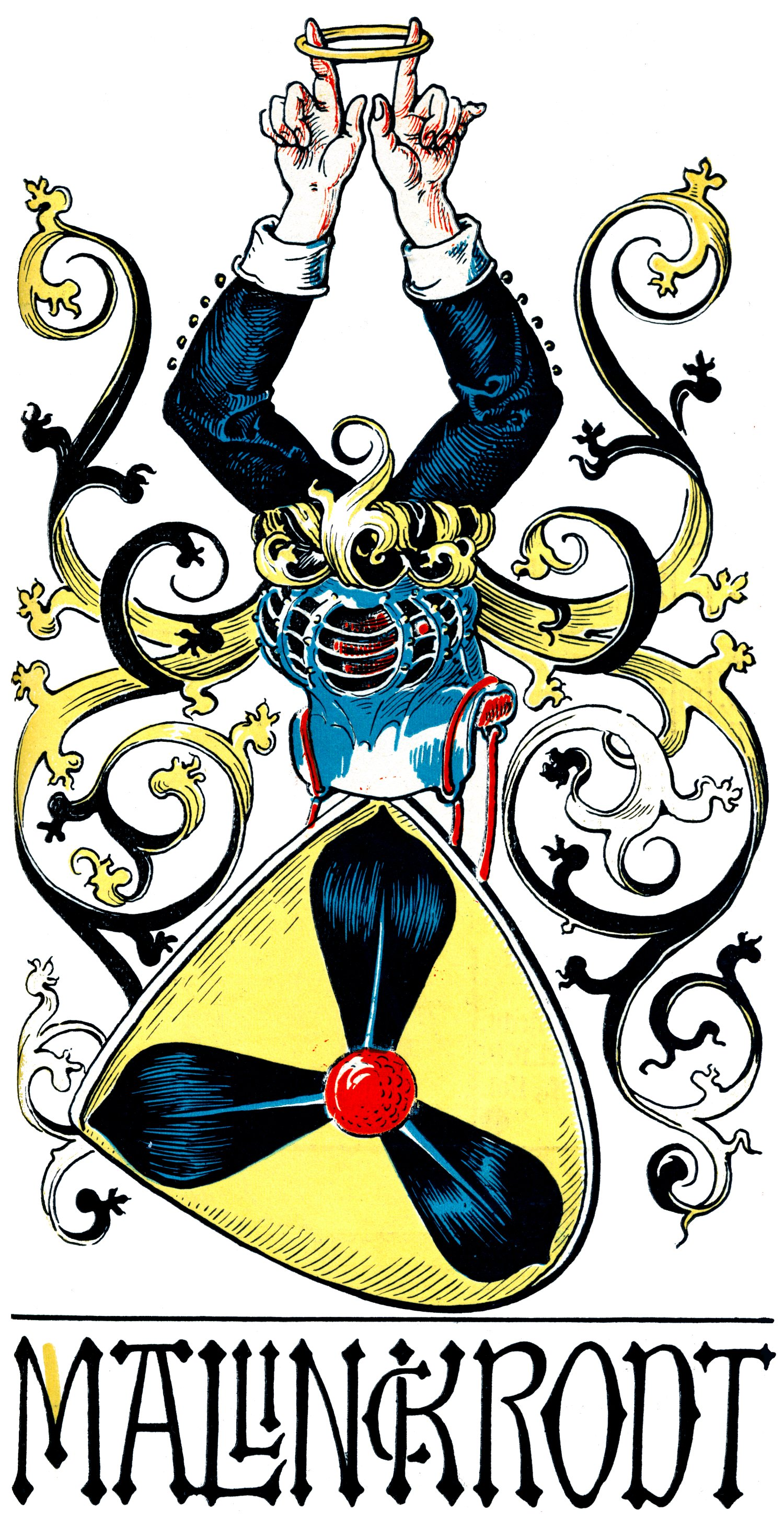
Wappengrafik von Otto Hupp im Münchener Kalender von 1919
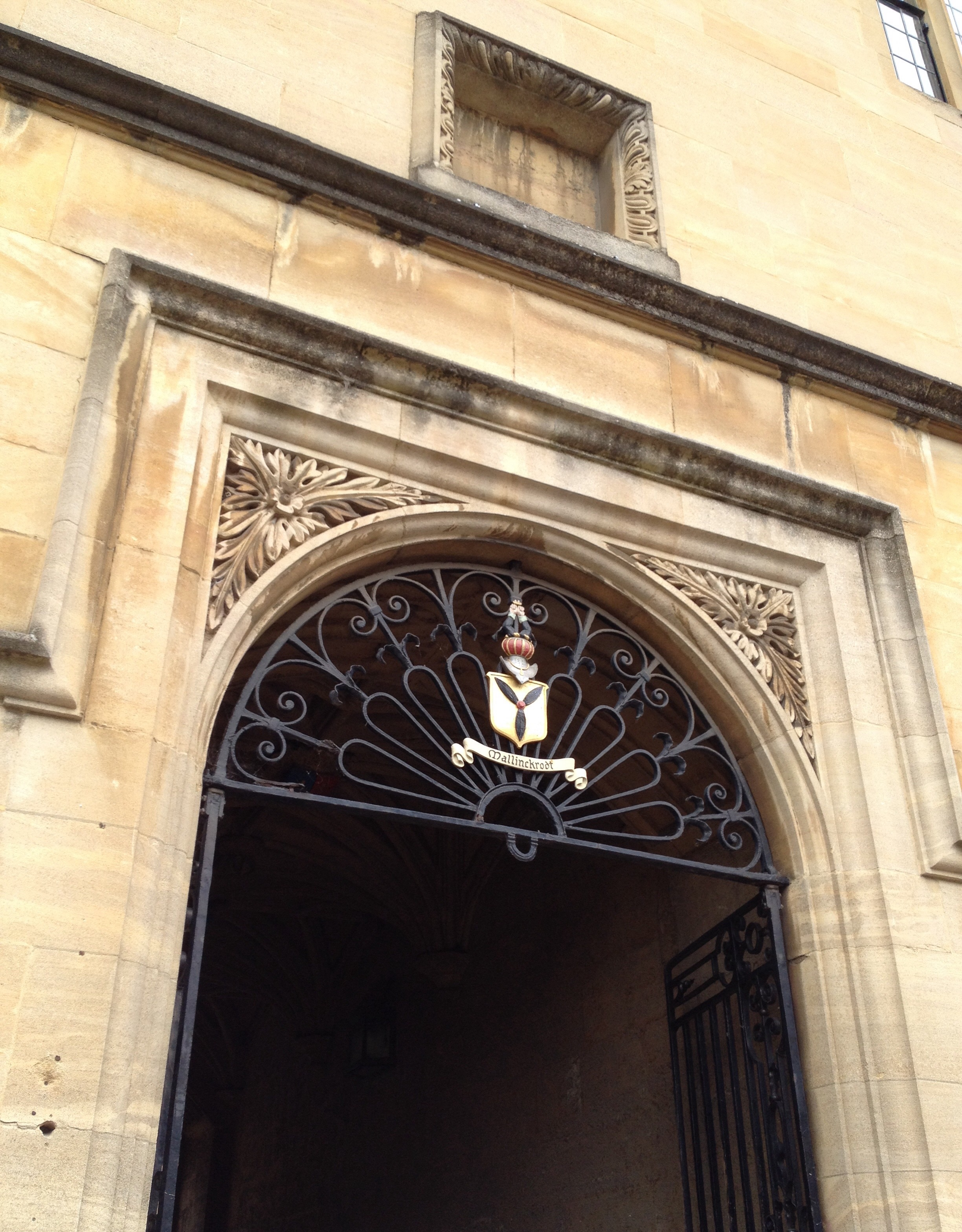
Wappen an der Bodleian Library, Oxford

## Namensträger

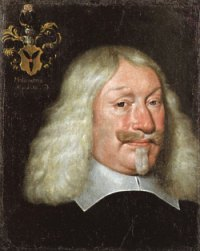
Bernhard von Mallinckrodt (1591–1664), Domdechant

- Arnold Andreas Friedrich Mallinckrodt (1768–1825), Schriftsteller, Verleger und Publizist
- Bernhard von Mallinckrodt (1591–1664), Domdechant in Münster
- sein Neffe Bernhard von Mallinckrodt († 1676), Domherr in Münster
- Eberhard von Mallinckrodt (vor 1600–1658), Domkantor und Domkellner in Münster
- George von Mallinckrodt (1930–2021), deutsch-britischer Bankier
- Gustav von Mallinckrodt (1859–1939), deutscher Industrieller und Politiker
- Heinrich von Mallinckrodt (1590–1649), Domvikar in Münster und Domkantor in Osnabrück
- Hermann von Mallinckrodt (1821–1874), deutscher Politiker und Mitgründer der katholischen Zentrumspartei
- Marika Geldmacher-von Mallinckrodt (1923–2016), Chemikerin, Medizinerin und Professorin der Universität Erlangen
- Max von Mallinckrodt (1873–1944), Pseudonym: Max Wetter, Gutsbesitzer und Schriftsteller
- Meinulf von Mallinckrodt (1861–1947), von 1897 bis 1926 Landrat des Kreises Meschede
- Pauline von Mallinckrodt (1817–1881), Ordensgründerin der Kongregation der Schwestern der Christlichen Liebe, 1985 seliggesprochen
- Rebekka von Mallinckrodt (* 1971), Historikerin